# Organisation de la douane française
 (avril 2012).
Si vous disposez d'ouvrages ou d'articles de référence ou si vous connaissez des sites web de qualité traitant du thème abordé ici, merci de compléter l'article en donnant les références utiles à sa vérifiabilité et en les liant à la section « Notes et références ».
L'administration des douanes françaises se compose :
- d'une administration centrale implantée depuis 2008 à Montreuil (Seine-Saint-Denis) ;
- de services à compétences nationales (travaillant sur une ou plusieurs missions particulières mais sur l'ensemble du territoire national) ;
- de services déconcentrés (à compétence générale mais exerçant sur une partie du territoire).

## Organisation du personnel en deux branches
La variété des missions et de leur exécution a amené la création de deux branches d'activité aux modalités de gestion très différentes. Il s'agit de la branche des opérations commerciales et administration générale (CO ou CO-AG ou AG/OP-CO, ou parfois OP-CO) et de la branche de la surveillance (SURV ou parfois SU), considéré comme un corps actif de la fonction publique. Très schématiquement, les douaniers CO travaillent en civil et très généralement en « horaires de bureau », alors que les douaniers SU travaillent plutôt (mais pas toujours) en uniforme et en horaires décalés.
Les postes occupés par les douaniers étant soit CO, soit SU, un douanier peut changer de branche à l'occasion d'une simple mutation (sous certaines conditions toutefois, notamment des conditions physiques pour un douanier de la branche CO passant à la branche SU).

### Les Opérations commerciales / Administration générale
Cette branche est chargée d'une part, comme son nom l'indique, de l'administration générale de la douane. On y retrouve l'essentiel des douaniers travaillant dans l'administration centrale, une partie de ceux travaillant dans les services à compétences nationales et quelques douaniers des services décentralisés.
D'autre part, elle est chargée, dans sa composante « Opérations commerciales », principalement des relations avec les professionnels (dédouanement, régimes économiques, perceptions diverses…) et de la gestion comptable. Enfin, certains douaniers CO sont chargés de missions de contrôle du fret (postal ou express) et travaillent alors en horaires décalés.
Les agents de cette branche ne portent pas l'uniforme et ne sont pas armés pour l'exécution de leurs missions.
La libre circulation, depuis 1993, des marchandises entre États membres de l’Union européenne n’a pas entraîné la disparition de la douane française :
- la France avait aussi des échanges commerciaux avec des pays tiers à l’Union européenne (États-Unis, Canada, Chine, Russie, Japon, Australie, Israël, Suisse... )
- les douanes françaises ne se limitaient pas à un corps de garde-frontières, ni même à un réseau de dédouanement de marchandises déployé sur le territoire national mais constituait une administration fiscale à part entière de longue date.
L'année 1948 marque une étape dans le transfert de certaines attributions en matière de contributions indirectes entre la direction générale des impôts (DGI) et la direction générale des douanes (DGD). Cette dernière est alors renommée et devient la direction générale des douanes et des droits indirects (DGDDI).
En 1993, la douane s'est vu confier l’assiette, le contrôle et le recouvrement d'autres impositions jusque-là assurés par la Direction générale des impôts (DGI). Les fonctionnaires de la DGI chargés de la gestion (assiette, contrôle et recouvrement) de ces contributions ont accepté de suivre la mission et sont devenus douaniers. Ils ont été affectés à la branche AG/OP-CO. En contrepartie, cette même année, la DGI devenait compétente pour collecter la TVA intracommunautaire, désormais découplée de toute notion de dédouanement, sur les échanges entre États membres du marché intérieur de l'UE. 

### La Surveillance
Les agents de cette branche peuvent porter la tenue d'uniforme (très fréquent voire presque systématique dans les brigades, possible mais rare ailleurs) et sont astreints au port de l'arme.

## Administration centrale
L'administration centrale, appelée aussi « Direction générale » (DG), comprend 8 sous-directions, composées de bureaux (RH1, JCF2…) et quelques autres services particuliers comme le Cabinet ou le Pôle soutien général. Ses effectifs sont de statut CO.

### Sous-directions de la direction générale
- Sous-direction RH « Ressources humaines et relations sociales ».
- Sous-direction FIN « Finances et achats ».
- Sous-direction SI « Systèmes d’information et de télécommunication ».
- Sous-direction JCF « Affaires juridiques et lutte contre la fraude ».
- Sous-direction COMINT « Commerce international ».
- Sous-direction FID « Fiscalité douanière ».
- Sous-direction STAT (ou DSECE) « Département des statistiques et des études du commerce extérieur ».
- Sous-direction Réseau.

### Autres services

#### Mission stratégie, prospective, innovation et digital (SPID)
Elle a pour vocation d'élaborer la stratégie en lien avec la sous-direction Réseau et d'assurer la coordination de la transformation digitale en lien avec la sous-direction SI.

#### Inspection des services (IS)
Elle a pour vocation d'exercer des missions d'audit interne, et ne s'entend pas comme d'autres services d’inspection (telle que l'Inspection générale de la Police nationale).

#### Délégation aux relations internationales (DRI)
Directement rattachée au Directeur général, elle définit la politique d’action internationale, bilatérale et multilatérale, de la direction.

#### Bureau de la communication (COM)
Il est chargé de la communication interne et externe à la douane.

## Services à compétence nationale
Leur nombre est de 11 (2 sont interministériels, les autres propres à la DGDDI). Le dernier né des services à compétence nationale étant le SAMIA créé en 2020.

### Direction nationale garde-côtes des douanes (DNGCD)
Basée au Havre, elle est composée de trois services garde-côtes, un sur chaque façade maritime : Nantes pour l'Atlantique - Manche - mer du Nord, Marseille pour la Méditerranée, et une en Martinique pour la zone Antilles-Guyane. À cela s'ajoute un élément nautique à Mayotte, mais n'entrant pas dans le champ de compétences du service à compétence nationale.

### Direction nationale du recrutement et de la formation professionnelle (DNRFP)
Basée à Tourcoing, chargée du recrutement et de la formation. Elle gère les 2 écoles nationales des douanes (END) françaises située respectivement à : Tourcoing (formation des agents de catégorie A) et La Rochelle (formation des agents de catégories B et C ainsi que les agents de catégorie A pour les matières spécifiques à la surveillance (tir...)). 
Anciennement, les effectifs de catégorie B et C de la branche AG-OPCO étaient formés à Rouen, leurs homologues de la branche surveillance à La Rochelle. 
L'école de Rouen a fermé en 2015 et le 1er octobre de cette année, une session mixte au niveau des branches a débuté à La Rochelle.

### Direction nationale du renseignement et des enquêtes douanières(DNRED)
Spécialisée dans la lutte contre la fraude. Elle est composée de 3 directions actives :
- La Direction des Enquêtes Douanières composée d'agents de la branche CO.
- La Direction des Opérations Douanières composée d'agents de la branche Su.
- La Direction du Renseignement Douanier, qui contrairement aux deux autres, ne mène pas d'enquête.

### Direction nationale des statistiques et du commerce extérieur (DNSCE)
Située à Toulouse. Elle élabore et diffuse les statistiques du commerce extérieur et effectue des travaux statistiques à la demande des entreprises.

### Le Service d'Analyse de Risque et de Ciblage (SARC)
Rattaché au sous-directeur des affaires juridiques, du contentieux, des contrôles et de la lutte contre la fraude, le SARC est chargé, pour le compte de l'ensemble des services de la direction générale des douanes et droits indirects, des missions suivantes en matière d'avant-dédouanement, de dédouanement et de fiscalité :
- Il réalise les analyses de risque ;
- Il détermine des critères nationaux de ciblage qu'il intègre dans les outils informatiques visant à faciliter la réalisation des contrôles ;
- Il oriente les contrôles et enquêtes et procède à leur dévolution aux services douaniers les plus appropriés en fonction des risques identifiés ;
- Sur son initiative ou à la demande d'un autre service douanier, il réalise toute étude ou analyse relative à la fraude.

### Le Centre Informatique Douanier (CID)
Implanté à Osny, il est chargé de la réalisation, de la maintenance et de l'exploitation des nombreux programmes informatiques utilisés par la douane.

### L’Office national antifraude
En 1999, la loi du 23 juin 1999 a inséré un article 28-1 au code de procédure pénale afin d'attribuer à la douane un pouvoir de police. Cet article 28-1 permet à certains contrôleurs des douanes et à inspecteurs des douanes de recevoir l'habilitation d'officier de douane judiciaire (ODJ). Les ODJ sont désignés par un arrêté signé par le ministre chargé de la Justice et le ministre de l’Économie et des Finances, sur proposition du directeur général des douanes et des droits indirects. Cette habilitation est obtenue par les douaniers après succès à un examen professionnel (épreuves écrites portant sur le droit pénal) et après suivi d'une formation complémentaire à l'école nationale des douanes. Cette habilitation permet aux ODJ d'effectuer des enquêtes judiciaires sur réquisition du procureur de la République ou sur commission rogatoire du juge d'instruction. À l'instar des officiers de police judiciaire (OPJ), ces douaniers sont titulaires d'une décision d'habilitation prise par le procureur général près la cour d'appel du siège de leur fonction. Ils sont placés, pour l'exercice de leurs investigations sous le contrôle de la chambre d'accusation du siège de leur fonction.  
Les visites domiciliaires sont parfois appelées « perquisitions administratives » sont effectuées par les autres douaniers (non titulaires de l'habilitation d'ODJ) et elles doivent être autorisées par une ordonnance du juge des libertés et de la détention (JLD). La retenue douanière s’applique aux personnes et aux marchandises (en sûreté des pénalités). Les infractions qui ne sont pas des délits (les contraventions douanières) ne permettent pas de placer une personne en retenue douanière. Les infractions douanières ne peuvent être que contraventionnelles ou délictuelles. 
En 2018, il y avait nécessité de lutter contre la fraude fiscale et la délinquance financière qui prive chaque année l'État de recettes importantes. Il fallait aussi répondre à l'indignation des classes défavorisées devant certaines affaires. Le gouvernement a donc promulgué la loi n° 2018-898 du 23 octobre 2018 dotant le SNDJ d'une unité fiscale et le transformant en un nouveau service à compétence nationale dénommé Service d'enquêtes judiciaires des finances (SEJF). Son inauguration a eu lieu le 3 juillet 2019 à Ivry-sur-Seine en présence du ministre des Finances. Le 1er mai 2024, ce service est remplacé par l’Office national antifraude (ONAF). 
L’ONAF est spécialisé dans la répression des fraudes douanières et fiscales, il réunit au sein d’une même structure les ODJ de l'ancien SNDJ et les nouveaux officiers fiscaux judiciaires (OFJ). Les OFJ sont des fonctionnaires de catégories B et A des finances publiques (contrôleurs et inspecteurs) titulaires d'un diplôme universitaire dans une discipline économique, juridique ou financière (licence ou master), formés au contrôle fiscal à l'école nationale des Finances publiques, ayant une acuité visuelle de 15/10 à chaque œil après éventuelle correction et ayant suivi une formation complémentaire à l'école nationale des douanes (formation en droit pénal et entrainement au tir).
L’ONAF peut être saisi par le parquet national financier (PNF) pour des dossiers nécessitant un haut niveau d'analyse douanière, fiscale et comptable. Il met en commun les cultures douanières et fiscales de fonctionnaires de la DGDDI et de la DGFiP ayant fait leurs preuves à la direction nationale du renseignement et des enquêtes douanières (DNRED), à la direction nationale des enquêtes fiscales (DNEF), à la direction nationale de vérification de situations fiscales (DNVSF) ou à la direction des vérifications nationales et internationales (DVNI).
L’ONAF est placé sous la co-tutelle du directeur général des douanes et des droits indirects et du directeur général des Finances publiques. Le siège de l’ONAF est installé à Ivry-sur-Seine, il comprend 1 unité fiscale et 9 unités douanières. 
En 2022, les effectifs du SEJF étaient constitués de 278 ODJ et de 39 OFJ. Les ODJ et les OFJ sont habilités à exercer des missions de police (utilisation de microtechnologies, sonorisation d'appartements, utilisation d'IMSI-catchers, écoutes téléphoniques, filatures, surveillances, saisies, perquisitions, interpellations, gardes à vue, auditions, traitement de sources).

### Le Service Commun des Laboratoires (SCL) *(interministériel)
Résultant de la fusion des réseaux de laboratoires de la Direction générale des douanes et droits indirects (DGDDI) et de la Direction générale de la concurrence, de la consommation et de la répression des fraudes (DGCCRF), ce service dépend conjointement de ces deux administrations.
Les missions du SCL s'articulent autour de trois axes principaux :
- les analyses et expertises ;
- l'appui scientifique et technique ;
- les études et la recherche appliquée.

### Unité Information Passagers / Passenger Name Records (UIP/PNR) *(interministériel)
Basé à Roissy, ce service interministériel à compétence nationale assure l'interface entre les données relatives aux passagers aériens et les services opérationnels. Ses objectifs sont les suivants.
- La prévention et la constatation des actes de terrorisme,
- La prévention et constatation des infractions pour lesquelles un mandat d'arrêt européen peut être exécuté
- La prévention et la constatation des atteintes aux intérêts fondamentaux de la Nation,
- Le rassemblement des preuves de ces infractions et de ces atteintes ainsi que la recherche de leurs auteurs.

### Service des Autorisations des Mouvements Internationaux d'Armes (SAMIA)
Créé le 1er février 2020, ce nouveau service est rattaché au sous-directeur du commerce international de la DGDDI, ce service exercera différentes missions dont les suivantes :
- instruire et délivrer les autorisations de flux internationaux d'armes, de munitions, de leurs éléments et d'explosifs et les autorisations d'importation et de transit de matériels de guerre, prévues par les Codes de la sécurité intérieure et de la défense ;
- participer aux actions d'information et de sensibilisation des entreprises et des particuliers, en relation avec les services de la DGDDI et les autres ministères intervenant dans ces domaines.

### Musée national des douanes (MND)
Le Musée national des douanes est un musée public situé à Bordeaux, il a été créé par la Direction Générale des Douanes et Droits Indirects en 1984. Il dépend de la Direction générale des douanes et droits indirectes (DGDDI).
Il est lié à la Direction interrégionale de Bordeaux pour une partie de sa gestion.

### Service National Douanier de Remboursement et de délivrance de Renseignements tarifaires contraignants (SND2R)
Le Service National Douanier de la Fiscalité Routière (SNDFR) a une compétence nationale, mais n'est à ce jour, pas inclus dans la liste des SCN. Implanté à Metz, il doit, à terme, gérer l'ensemble des taxes liées aux vecteurs routiers (taxe à l'essieu...) actuellement prises en charge par les bureaux de douane.
À la suite d'une restructuration du service le 1er janvier 2021, le SNDFR est devenu le Service national douanier de remboursement et de délivrance de renseignements tarifaires contraignants (SND2R) et est devenu également compétent pour les décisions portant sur la délivrance des RTC et sur la prolongation de la validité de ceux-ci.

## Services déconcentrés

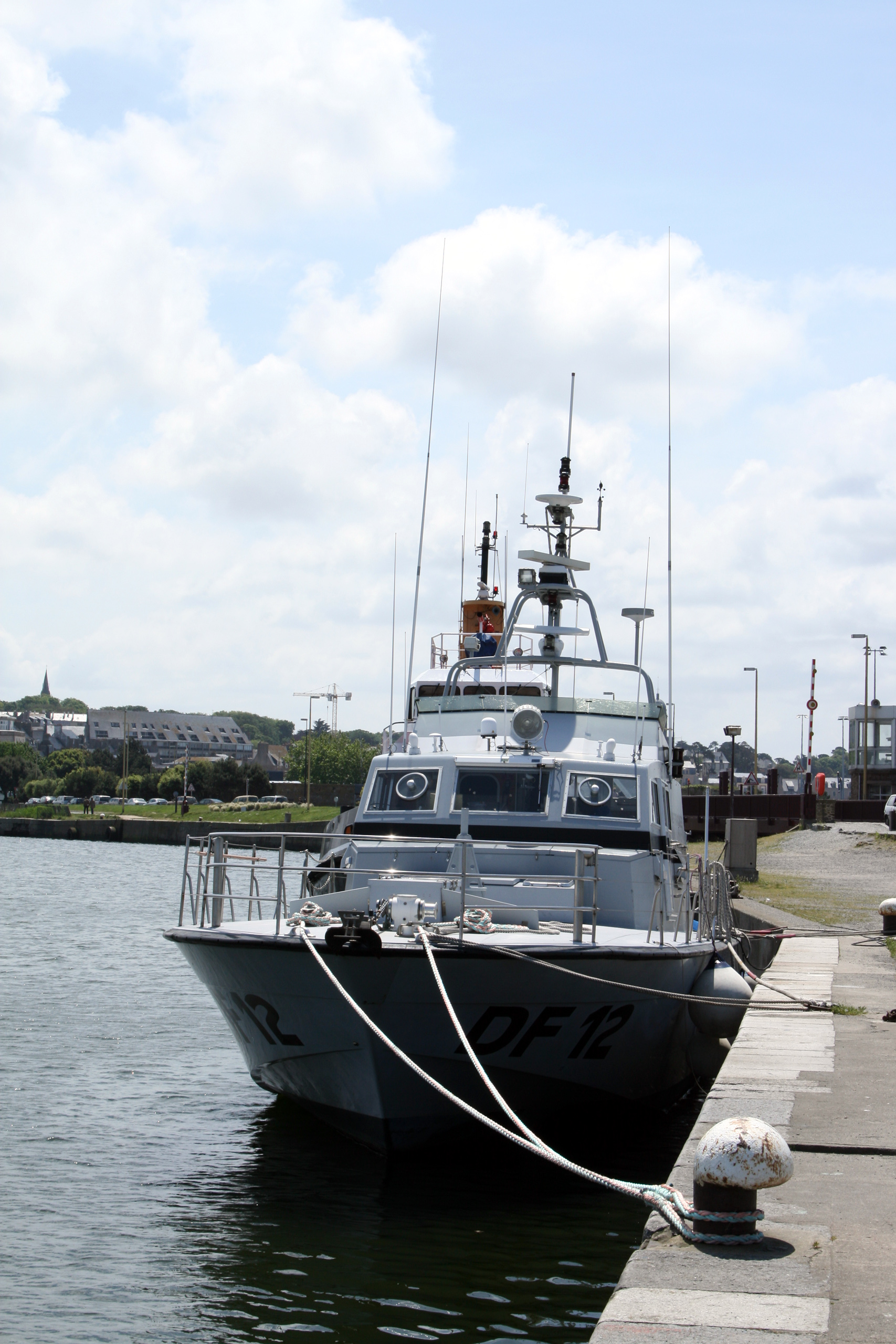
Noroit DF 12, vedette des douanes à Saint-Malo.

Le territoire national, métropole et outre-mer, est découpé en 12 directions interrégionales (DI, dites aussi « interrégions ») qui couvrent chacune une ou plusieurs régions administratives :
- DI Antilles-Guyane (Guadeloupe, Guyane et Martinique).
- DI d'Auvergne-Rhône-Alpes.
- DI des Hauts-de-France.
- DI de Provence-Alpes-Côte d'Azur - Corse.
- DI d'Occitanie.
- DI du Grand Est.
- DI de Nouvelle-Aquitaine.
- DI de Normandie.
- DI de Bretagne - Pays de la Loire.
- DI de Bourgogne-Franche-Comté - Centre-Val de Loire.
- DI de Paris Aéroports (Aéroports de Paris-Orly, Paris-Charles-de-Gaulle et du Bourget).
- DI de l’Île-de-France, hormis les aéroports.

La Réunion et les autres Collectivités d'outre-mer disposent chacune d’une direction régionale autonome.
En outre, chaque direction interrégionale est responsable du pilotage stratégique de son interrégion.

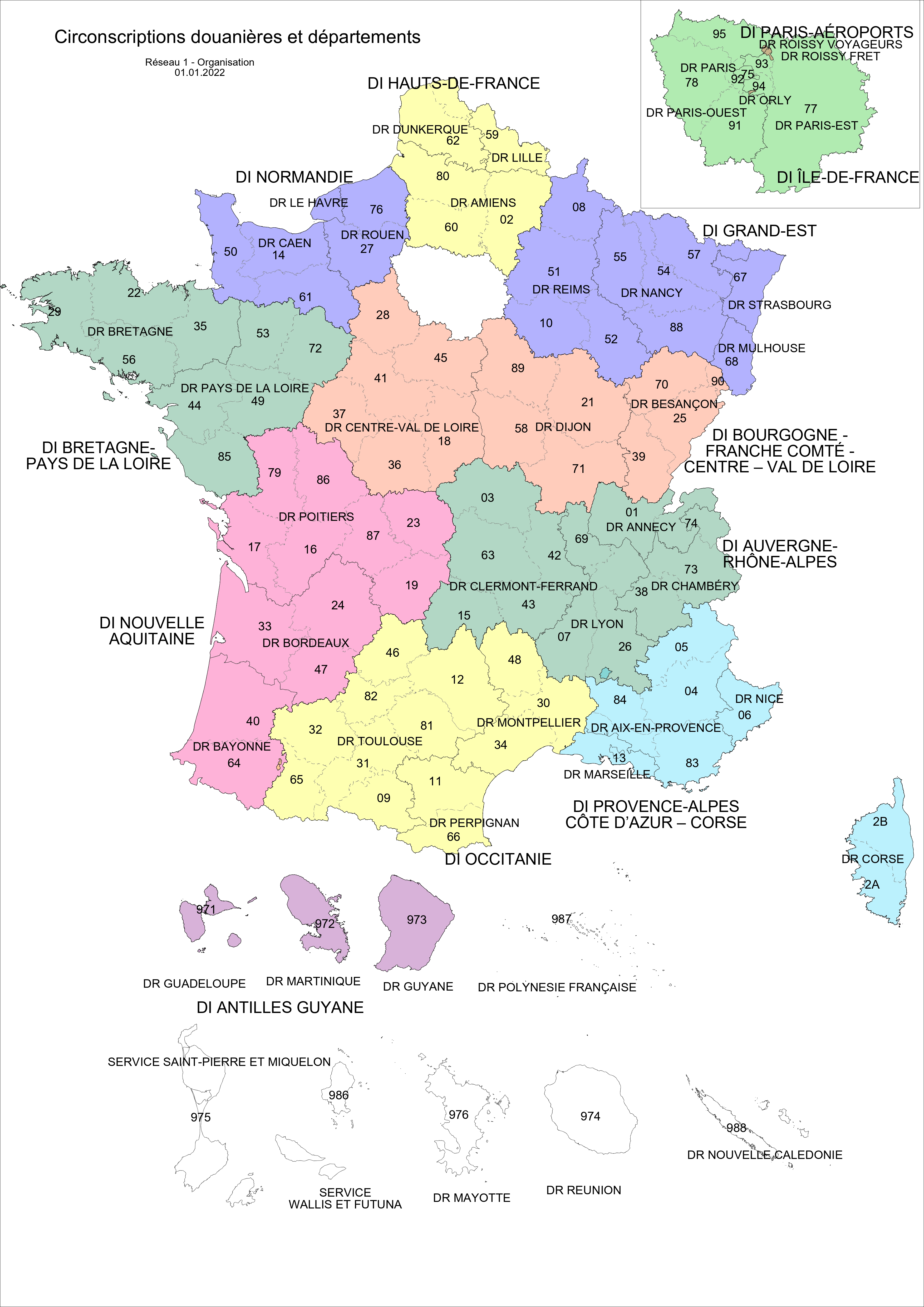
Organisation territoriale des Douanes

Elles sont découpées en Directions régionales (DR) au nombre de 42, qui ne coïncident pas nécessairement avec le découpage administratif des régions françaises, mais le sont en fonction de l'importance de l'activité douanière.
Une direction régionale est généralement composée, outre de services de gestion, d'encadrement et de logistique concentrés en un point unique, de :
- Bureaux de douane.
- Brigades de douane (seules unités opérationnelles aux effectifs SU).
- Recette régionale, composant le deuxième réseau comptable de l'État avec celui de la Direction générale des Finances publiques. Les Recettes Régionales ont vocation à fusionner entre-elles et monter vers la DI.
- Centres de la viticulture.

Chaque Direction Régionale (DR) est responsable du pilotage opérationnel de sa région.
Une DR peut comporter des "Divisions" lesquelles peuvent-être fonctionnelles (regroupement de services exclusivement CO ou exclusivement SU) ou territoriales : OPCO + SURV (la majorité des divisions). 
La DI Paris-Aéroports, et en particulier les DR de Roissy sont les seules à compter des divisions fonctionnelles : une DR OPCO (Roissy Fret) et une DR SURV (Roissy Voyageurs).
Les réformes des années 2006-2008 tendent à accorder une importance accrue au directions interrégionales aux dépens des directions régionales, précédentes structures clé de l'organisation décentralisée douanière.
Parallèlement à ce maillage de 39 directions régionales existent 4 directions régionales particulières dites Garde-Côtes des douanes françaises, soit une pour chaque façade maritime :
- Manche-Mer du Nord (basée à Rouen) pour la Manche et la Mer du Nord.
- Nantes pour l'Atlantique et la partie bretonne de la Manche.
- Marseille pour la Méditerranée.
- Antilles-Guyane (basée à Fort-de-France).

Les brigades et les bureaux forment la grande majorité des implantations douanières et sont, ainsi, un peu la représentation publique de la douane.

### Les brigades de surveillance
Ces unités procèdent à la surveillance du territoire.
Elles comprennent tous les douaniers en uniforme. Ces unités sont présentes aussi bien l'intérieur du territoire qu’aux frontières tierces (celles avec la Suisse, l'Andorre, le Brésil et le Surinam, dans les ports et aéroports internationaux, ainsi qu’aux frontières maritimes qui se situent entre le littoral et une limite extérieure située en mer à 12 milles marins mesurés à partir des lignes de base de la mer territoriale). Ce qui est nommé « douane volante » par la plupart des gens est en fait l'ensemble des Brigades de surveillance intérieure (BSI).
Ces services sont dotés d'agents ayant une spécialité tels que les motards, les maîtres de chien. Certains services ne comportent que des spécialistes (unités maritimes et aériennes).
Les différents types de brigades dans la branche surveillance sont essentiellement les suivants.

#### Brigades de surveillance extérieure (BSE)
Chargées du contrôle des voyageurs et de leurs bagages, des marchandises en mouvement et des moyens de transport, aux points de passage frontaliers (PPF) et autorisés (PPA) aéroportuaires, autoroutiers, portuaires et ferroviaires des frontières extérieures non communautaires. 

#### Brigades de surveillance intérieure (BSI)
Réparties sur l'ensemble du territoire national, elles ont pour mission la surveillance des flux de certaines marchandises (stupéfiants, contrefaçons, armes, etc.) à la circulation et à la détention. Les BSI travaillent essentiellement sur le vecteur routier et étaient surnommées "douane volante" à une certaine époque. Certaines BSI sont implantées de manière fixe, comme à la Gare du Nord, dont tous les trains circulent dans le territoire communautaire.

#### Brigades de recherche
Chargées du recueil de renseignements sur la fraude. Les brigades de recherche ont été supprimées en 2005, sauf dans la direction régionale des douanes de Corse. Elles ont été remplacées par les CROC : Cellules de Renseignement et d'Orientation des Contrôles[Quand ?] renommées en 2018 en CRPC : Cellules de Renseignement et de Pilotage des Contrôles.

#### Unités aéronavales
Composées d'agents spécialisés - marins et aviateurs - elles ont pour mission la surveillance en mer.

#### Brigades de surveillance aéromaritimes
Brigades de surveillance Aéromaritime :
- BSAM Hyères.
- BSAM Lamentin.
- BSAM Lann-Bihoué.
- BSAM Le Havre.
- BSAM Mérignac.

#### Brigade de surveillance aéroterrestre
- Brigade de surveillance aéroterrestre de Dugny-Le Bourget

### Les bureaux des douanes
Les douaniers des bureaux exécutent des travaux de vérification, de liquidation et de perception des droits et taxes afférents aux marchandises. Ils s'assurent de l'observation des obligations prévues par le code des douanes quant aux opérations d'importation et d'exportation des marchandises par des professionnels, ainsi que de certaines opérations des particuliers telles que l'importation d'un véhicule privé. 
Certaines opérations ne sont faites que dans des bureaux spécifiques dits « bureaux à compétence particulière ». Elles concernent des produits dont le régime douanier au passage de la frontière est spécifique (végétaux, animaux vivants, biens culturels, fourrures et pelleteries, métaux précieux...).

## Spécificités

### Le recours aux informateurs
La douane peut utiliser des informations délivrées par des aviseurs rémunérés en application des dispositions prévues par l'arrêté du 18 avril 1957 portant fixation des modalités d'application de l'article 391 du code des douanes.  
Les aviseurs de la douane (DGDDI) et ceux de l'administration fiscale (DGFiP), sont, comme les indicateurs de la police et ceux de la gendarmerie, des informateurs rémunérés. Ils doivent être inscrits sur un fichier géré par le service interministériel d’assistance technique (SIAT), ce dernier étant sous tutelle de la direction centrale de la police judiciaire (DCPJ).
Le fichier répertorie : 
- les indicateurs de la police,
- les indicateurs de la gendarmerie,
- les aviseurs de la DGDDI,
- les aviseurs de la DGFiP.
Les policiers de la police municipale ne peuvent pas avoir recours aux informateurs. 

### La participation aux groupes interministériels de recherches (GIR)
La douane est intégrée aux dispositifs des groupes interministériels de recherches (GIR). 
Le GIR est constitué de deux structures : une structure permanente et des structures non-permanentes. 
Il existe 2 sortes de GIR : le GIR police et le GIR gendarmerie.
En zone police (zone urbaine), le GIR police est constitué, dans son entité permanente :
- de plusieurs policiers (hauts fonctionnaires de catégorie A+ et fonctionnaires de catégories A et B),
- d'un fonctionnaire des douanes et des droits indirects (de catégorie A ou B),
- d'un fonctionnaire des finances publiques (de catégorie A ou B).
En zone gendarmerie (zone rurale), le GIR gendarmerie est constitué, dans son entité permanente :
- de plusieurs gendarmes (officiers supérieurs, officiers subalternes et sous-officiers),
- d'un fonctionnaire des douanes et des droits indirects (de catégorie A ou B),
- d'un fonctionnaire des finances publiques (de catégorie A ou B).
La composante permanente du GIR peut être complétée, pour l'accomplissement d'une opération, de composantes non-permanentes et ces dernières sont composées d'effectifs supplémentaires de la force publique (police ou gendarmerie), des finances (douanes et des services fiscaux), d'autres administrations (directions départementales de la protection des populations (DDPP), inspection du travail... ) et de l'union de recouvrement des cotisations de sécurité sociale et d'allocations familiales (URSSAF). 